# Нуши Тулиу
Нуши Тулиу (на румънски: Nuși Tulliu; на арумънски: Nushi Tulliu) е румънски и арумънски поет, публицист и просветен деец.

## Биография
Роден е в южномакедонското арумънско село Авдела. Завършва Румънския лицей в Битоля в 1893 г., а по-късно учи в Университета в Букурещ. Работи като учител в румънската гимназия в Янина, както и в родното си село. Участва в редакционния комитет на списание „Фръцилия“.
Преди Балканските войни е инспектор на румънските училища в Епир. След това работи като румънски учител в Силистра. През 1918 година се установява в Бесарабия, където сътрудничи на някои периодични издания. От 1919 година е лектор по Литература, а по-късно и по История на румънците в Народния университет в Кишинев.

## Творчество
През 1898 – 1899 година Нуши Тулиу работи и публикува в списанието „Ревиста Пиндул“, а по-късно сътрудничи с поетични и прозаични текстове и на други арумънски и румънски периодични издания. В букурещкия вестник „Екоул Мачедонией“, който редактира, публикува първия роман на арумънски.

### Съчинения
- Poezii; vol. I, 1926, 142 р. (второ издание 1989 г.)
- In muntii Pindului, 1907 (роман)
- Golgota neamului, 1927 (роман)
- Murmintsã fãrã Crutsi, „Ecoul Macedoniei“, роман (самостоятелно издание – 1993, Editura Cartea Aromãnã, редактори Ева Катринеску и Дина Кувата.)